# دالسک
دالسک (به لاتین: Dolsk) یک شهر و گمینا در لهستان است که در گمینا دولسک واقع شده‌است. دالسک ۶٫۰۲ کیلومتر مربع مساحت و ۱٬۴۷۹ نفر جمعیت دارد.